# Dziennik zakrapiany rumem
Dziennik zakrapiany rumem (ang. The Rum Diary) – amerykański komediodramat z 2011 roku w reżyserii Bruce’a Robinsona. na podstawie autobiograficznej powieści Huntera S. Thompsona Dzienniki rumowe. Jego światowa premiera odbyła się 28 października 2011 roku, zaś w Polsce odbyła się 30 grudnia 2011 roku.

## Fabuła
Przełom lat 50. i 60. XX wieku. Paul Kemp (Johnny Depp) postanawia porzucić nowojorski hałas na rzecz błogiego spokoju rajskiej wyspy Portoryko. Przyjmuje posadę dziennikarza w lokalnej gazecie, prowadzonej przez sponiewieranego przez życie redaktora Lottermana (Richard Jenkins). Po rozpoczęciu pracy w San Juan Star, zaprzyjaźnia się z Salą (Michael Rispoli), fotoreporterem, który przyjechał tu przed dziesięcioma laty. Sala jest typem zagubionego Amerykanina, który utknął w Portoryko i stara się wymyślić, co zrobić ze swoim życiem.
Umilając sobie czas pokaźnymi dawkami rumu, Paul poznaje i traci głowę dla zmysłowej Chenault (Amber Heard). Problem w tym, że dziewczyna zaręczona jest z amerykańskim przedsiębiorcą, Sandersonem (Aaron Eckhart), który planuje przemienić wyspę w swoje prywatne eldorado. W tym celu współpracuje z wpływowym, skorumpowanym ekswojskowym, Zimburgerem (Bill Smitrovich), fanatykiem, który myśli tylko o tępieniu Rosjan.
Uwikłany przez Sandersona w perfidną intrygę, Paul staje przed trudnym wyborem: ratować gazetę, od czego zależy jego dziennikarska przyszłość, czy poświęcić dziennikarską niezależność dla pieniędzy i miłości do niewiarygodnie pięknej Chenault. Czy wybrnąć z kłopotów pomogą mu Sala i kryminalny korespondent, Moberg (Giovanni Ribisi)? Paul postanawia wspólnie ze swymi ekscentrycznymi kompanami od kieliszka uratować się przed (nie tylko moralnym) kacem i skompromitować pazernego biznesmena.

## Obsada
- Johnny Depp jako Paul Kemp, dziennikarz The San Juan Star
- Aaron Eckhart jako Sanderson, przedsiębiorca
- Michael Rispoli jako Bob Sala[6]
- Amber Heard jako Chenault
- Richard Jenkins jako Edward J. Lotterman
- Giovanni Ribisi jako Moberg
- Amaury Nolasco jako Segarra
- Marshall Bell jako Donovan
- Bill Smitrovich jako Zimburger
- Julian Holloway jako Wolsey
- Karen Austin jako Mrs. Zimburger
- Jason Smith jako Davey